# Alien vs. Predator (jeu vidéo, 1994)
Pour les articles homonymes, voir Aliens vs. Predator.
Alien vs. Predator est un FPS développé par Rebellion et édité par Atari sur console Jaguar en 1994. Il propose d'incarner soit un marine, un Predator ou un Alien. Ce jeu, réputé pour être l'un des meilleurs sur Jaguar, a connu deux suites sur PC.

## Système de jeu
Le jeu est assez ardu, sans pour autant être injouable. Selon le personnage choisi, la difficulté pourra varier plus ou moins. Le marine démarre avec un simple fusil à pompe, lors de sa sortie de la pièce de départ. Il peut se procurer d'autres armes, telles la mitrailleuse, le lance flammes et enfin la plus puissante, la smartgun, sorte de long fusil d'assaut à haute fréquence de tir et détection de mouvements. Toutes les armes du marine sont directement inspirées du film Aliens de James Cameron. En plus de posséder ces armes, le marine se doit constamment de trouver des munitions pour chacune d'entre elles.

## Le Marine
Le marine est le seul personnage du jeu à pouvoir emprunter tous les types d'accès s'y trouvant: couloirs, ascenseurs et conduits d'aération. Il peut aussi se soigner avec des médicaments trouvés sur des corps ou bien dans les sections d'infirmerie. Il est également le seul à pouvoir utiliser les ordinateurs de la base pour afficher son plan, régénérer sa santé ou obtenir des munitions. Les accès à l'ordinateur sont tributaires des security cards que le marine doit trouver pour pouvoir ouvrir certaines portes, ou accéder à certaines fonctions des différents systèmes rencontrés (infirmerie notamment). Pour finir, seul le marine peut trouver et utiliser le détecteur de mouvements (lui aussi inspiré de celui qui équipe les marines du film Aliens).

## Le Predator
Le predator, par contre, dispose de toutes ses armes dès le départ, ou presque. En effet, bien que seule la première (la griffe au poing) est disponible, le predator n'a pas à chercher les trois autres armes pour les obtenir : une accumulation de points (points d'honneur pourrait-on dire) conséquente déverrouille au fur et à mesure les armes disponibles. Les trois autres armes sont la lance électrifiée, les disques tranchants et le canon d'épaule. Comment le predator obtient-il ses points d'honneur ? En combattant loyalement, c'est-à-dire sans faire appel à sa capacité unique dans le jeu : l'invisibilité. Tout comme le film dont il s'inspire, le predator est un chasseur avec un fort sens de l'honneur.
Si dans les films où il est représenté il n'hésite pas à frapper en étant invisible, cela est néfaste dans le jeu, car il n'engrange aucun point. La sanction est immédiate : un seul coup porté en étant invisible, et les autres coups portés en étant visible ne comptent pas. D'où la nécessité de surprendre autant que possible l'adversaire (en étant invisible) et désactiver le mode furtif juste avant l'attaque. Le predator est le seul personnage du jeu à ne pouvoir emprunter les conduits d'aération. Il peut, par contre, utiliser les médicaments rencontrés, à la manière du marine, pour se soigner et récupérer de l'énergie.
Particularité du predator, ses nombreux modes de vision, instantanément enclenchés (sur le dernier mode choisi) dès lors qu'il devient invisible : vision thermique, infrarouge, vision nocturne, etc. Détail : si l'invisibilité fonctionne contre des adversaires marines à longue et moyenne distance, dès qu'ils sont près ils repèrent le predator sur leurs détecteurs de mouvements (surtout s'ils viennent de face). En revanche, l'invisibilité est sans effet sur les adversaires aliens, car ils sentent toute présence.

## L'Alien
Pour finir, l'alien. Il est le seul à disposer de toutes ses formes d'attaque, au nombre de trois, dès le début du jeu. Le coup de griffe, la mâchoire rétractile et le coup de queue. Bien que ne disposant que des armes utilisables au corps à corps (contrairement à toutes les armes du marine et des deux attaques longue portée du predator, les disques tranchants et le canon d'épaule), l'alien n'en demeure pas moins redoutable. En effet, il dispose de la meilleure vitesse de mobilité des trois personnages jouables. Mais face aux attaques longue portée de ses adversaires, et surtout leur nombre, doublé du fait que l'alien est aussi le seul personnage du jeu à être dans l'impossibilité de se soigner, on pourrait juger qu'il est le protagoniste le moins efficace du jeu. Il n'en est rien.
En effet, l'alien dispose d'une faculté, là encore, unique dans le jeu et dont il est le seul détenteur: la régénération. Il est capable d'incuber de force des œufs dans le corps de ses victimes (marines uniquement). Pour ce faire, il doit effectuer, à bout portant, coup de griffe, coup de queue puis à nouveau coup de griffe. Le marine est atteint, mais non tué. Il se fige en une forme de nid d'alien, hébergeant un embryon dont le développement se fait à gauche de l'écran du joueur incarnant l'alien. Lorsque l'embryon alien a atteint sa maturité de croissance dans le corps du marine, il est prêt à éclore. Cette faculté est fort précieuse lorsque l'alien succombe sous le nombre de ses ennemis ou la violence des attaques subies.
Une fois tué, la conscience de l'alien réapparait dans le corps incubé de la victime, et peut reprendre la partie à partir du lieu où cette dernière fut incubée. Cette particularité peut être qualifiée de « vies infinies » potentielles. Dans ses déplacements, l'alien emprunte aussi bien les couloirs que les conduits d'aération, mais jamais les ascenseurs. Ceci peut compliquer le repérage dans un jeu particulièrement vaste. Car, pour changer de niveau, l'alien doit emprunter les couloirs d'aération, et ne pas se tromper dans le repérage. Toutefois, un point positif concernant les conduits d'aération, l'alien ne rencontre jamais de marines dans ces lieux exigus, contrairement au marine qui lui rencontre systématiquement des aliens lorsqu'il emprunte ce type de chemin.

## Conclusion
Les buts diffèrent selon les personnages. L'alien doit retrouver sa reine, prisonnière dans le vaisseau predator, et la libérer. Le predator doit, au contraire, atteindre la loge royale alien et tuer la reine, dont le crâne constituera le trophée suprême. Le marine, enfin, doit atteindre une salle bien spécifique pour y enclencher l'autodestruction de la base, puis s'enfuir très rapidement pour rejoindre la nacelle d'évacuation d'urgence, le tout dans un temps très limité. Contrairement aux apparences, la mission alien est la plus aisée de réussir. Celle du marine requiert déjà beaucoup plus d'habileté, de prudence, et d'économie de munitions (précieuses). Quant au predator, il se doit de combattre constamment à la loyale, sous peine de voir son score baisser, et perdre ses meilleures armes si leur niveau de points requis descend en dessous du seuil minimal exigé.

## Accueil
Alien vs Predator est un incontournable du genre. Il a révolutionné, rien de moins, les graphismes des jeux de tir à la première personne, ou FPS (l'abréviation anglosaxonne spécifique à ce type de jeu). Le son n'est pas en reste, même si certains peuvent regretter la présence de musique. À l'époque du cultissime Doom (également sorti sur Atari Jaguar, dont la version est également d'excellente facture pour l'époque), Alien vs Predator opposait un scénario riche et une réalisation inédite jusqu'alors. Sans oublier une jouabilité qui, sans atteindre la vitesse de Doom (le personnage de l'alien excepté) n'en demeure pas moins précise et exempte de bugs.
Le magazine CD Consoles, à l'époque de la sortie du jeu, faisait référence aux meilleurs pc du moment, concernant la performance graphique du jeu, dont la pixelisation était si réduite qu'elle frisait l'inexistence (pour les critères de l'époque, il convient de le souligner). D'autres magazines ne tarirent pas d'éloges sur le titre, y compris le magazine Joystick , en dépit de son parti pris « presque » anti-Jaguar.